# Lista de primeiras-damas do estado do Amapá
Esta é a lista que reúne as primeiras-damas do estado do Amapá.
O termo é usado pelo cônjuge do(a) governador(a) do Amapá quando este(a) está exercendo os plenos direitos do cargo. Em uma ocasião especial, o título pode ser aplicado a outra pessoa, quando o(a) governador(a) é solteiro(a) ou viúvo(a). A atual primeira-dama é Priscilla Flores, esposa do 9.º governador amapaense Clécio Luís.
Até o presente momento, quatro ex-primeiras-damas estão vivas: Janete Capiberibe, esposa de João Capiberibe; Denise Nazaré Freitas de Carvalho, ex-esposa de Pedro Paulo Dias, Claudia Camargo Capiberibe, esposa de Camilo Capiberibe e Marília Góes, esposa de Waldez Góes.
A mais recente ex-primeira-dama a falecer foi Margarida de Moura Cavalcanti, mais conhecida por Dona Suçu, em 9 de março de 2021, aos 92 anos em Recife.

## Lista de primeiras-damas amapaenses
| N.º                            | Fotografia                     | Primeira-dama | Período                                        | Governador(a) (data de casamento)       | Notas e Referências         |
| Território Federal do Amapá    | Território Federal do Amapá    | Território Federal do Amapá                                                                                           | Território Federal do Amapá                    | Território Federal do Amapá             | Território Federal do Amapá |
| ------------------------------ | ------------------------------ | --- | ---------------------------------------------- | --------------------------------------- | --------------------------- |
| 1                              |                                | Iracema Carvão Nunes n. 3 de outubro de 1913 m. 23 de julho de 1945 (31 anos)                                         | 25 de janeiro de 1944 — 23 de julho de 1945    | Janary Gentil Nunes 23 de julho de 1937 | [ 2 ]                       |
| Vago; governador viúvo         | Vago; governador viúvo         | Vago; governador viúvo                                                                                                | 23 de julho de 1945 — 26 de julho de 1946      | Janary Gentil Nunes                     | [ 2 ]                       |
| 2                              |                                | Alice Déa Carvão Nunes n. 1928 m. 1 de julho de 2017 (89 anos)                                                        | 26 de julho de 1946 — 28 de fevereiro de 1955  | Janary Gentil Nunes 26 de julho de 1946 | [ 3 ]                       |
| Vacante                        | Vacante                        | Vacante | setembro de 1954 — outubro de 1954             | Theodoro Arthou                         |                             |
| 3                              |                                | Oneide Cruz da Silva Pereira n. 1925 m. 2019 (94 anos)                                                                | 1 de março de 1956 — 10 de fevereiro de 1958   | Amílcar Pereira 1947                    | [ 4 ] [ 5 ]                 |
| 4                              |                                | Maria Emília Andrade Nunes                                                                                            | 18 de fevereiro de 1958 — 2 de março de 1961   | Pauxy Nunes                             | [ 6 ]                       |
| 5                              |                                | Maria Margarida 'Suçu' Krause Gonçalves de Moura Cavalcanti n. 9 de fevereiro de 1929 m. 9 de março de 2021 (92 anos) | 2 de março de 1961 — 2 de setembro de 1961     | Moura Cavalcanti 15 de maio de 1945     | [ 7 ] [ 8 ]                 |
| 6                              |                                | Icília Gomes Barbosa                                                                                                  | 2 de setembro de 1961 — 12 de outubro de 1961  | Mário de Medeiros Barbosa               |                             |
| 7                              |                                | Abelina Rocha Montero Valdez                                                                                          | 12 de outubro de 1961 — 26 de novembro de 1962 | Raul Monteiro Valdez                    |                             |
| 8                              |                                | Thaís Bivar Câmara | 26 de novembro de 1962 — 7 de maio de 1964     | Terêncio Furtado de Mendonça Porto      |                             |
| 9                              |                                | Inah Santos de Araújo                                                                                                 | 7 de maio de 1964 — 10 de abril de 1967        | Luís Mendes da Silva                    |                             |
| 10                             |                                | Irene Martins | 10 de abril de 1967 — 6 de outubro de 1972     | Ivanhoé Gonçalves Martins               | [ 9 ]                       |
| 11                             |                                | Maria Luiza Barreira da Fonseca Freire m. 28 de agosto de 2022                                                        | 6 de outubro de 1972 — 1 de abril de 1974      | José Lisboa Freire                      | [ 10 ]                      |
| 12                             |                                | Ieda Salgado Henning                                                                                                  | 1 de abril de 1974 — 15 de março de 1979       | Artur de Azevedo Henning                | [ 11 ]                      |
| 13                             |                                | Maria Cerqueira Barcellos                                                                                             | 15 de março de 1979 — 16 de julho de 1985      | Annibal Barcellos                       |                             |
| 14                             |                                | Ieda Araújo Moreira Nova da Costa                                                                                     | 16 de julho de 1985 — 25 de março de 1990      | Jorge Nova da Costa                     | [ 12 ]                      |
| Estado do Amapá                |                                | |                                                |                                         |                             |
| 1                              |                                | Maria Helena de Albuquerque Garcia                                                                                    | 25 de maio de 1990 — 15 de março de 1991       | Gilton Garcia                           | [ 13 ]                      |
| 2                              |                                | Maria Cerqueira Barcellos                                                                                             | 15 de março de 1991 — 1 de janeiro de 1995     | Annibal Barcellos                       | [ 14 ]                      |
| 3                              |                                | Janete Capiberibe n. 12 de maio de 1949                                                                               | 1 de janeiro de 1995 — 5 de abril de 2002      | João Capiberibe 27 de julho de 1979     | [ 15 ]                      |
| Vago; a governadora era viúva. | Vago; a governadora era viúva. | Vago; a governadora era viúva.                                                                                        | 5 de abril de 2002 — 1 de janeiro de 2003      | Dalva Figueiredo                        |                             |
| 4                              |                                | Marília Góes n. 29 de dezembro de 1965                                                                                | 1 de janeiro de 2003 — 5 de abril de 2010      | Waldez Góes                             | [ 16 ]                      |
| 5                              |                                | Denise Nazaré Freitas de Carvalho                                                                                     | 5 de abril de 2010 — 1 de janeiro de 2011      | Pedro Paulo Dias                        | [ 17 ] [ 18 ]               |
| 6                              |                                | Claudia Camargo Capiberibe n. 4 de outubro de 1971                                                                    | 1 de janeiro de 2011 — 1 de janeiro de 2015    | Camilo Capiberibe                       | [ 19 ] [ 20 ]               |
| 7                              |                                | Marília Góes n. 29 de dezembro de 1965                                                                                | 1 de janeiro de 2015 — 1 de janeiro de 2023    | Waldez Góes                             | [ 21 ]                      |
| 8                              |                                | Priscilla Flores | 1 de janeiro de 2023 — até a atualidade        | Clécio Luís                             | [ 22 ]                      |